# Římskokatolická farnost Lnáře
Římskokatolická farnost Lnáře je zaniklé územní společenství římských katolíků v rámci strakonického vikariátu Českobudějovické diecéze.

## O farnosti

### Historie
Farnost ve Lnářích byla zřízena v roce 1786 při kostele Nejsvětější Trojice v areálu kláštera bosých augustiniánů. Roku 1735 byl postaven hřbitovní kostelík sv. Mikuláše. Klášter byl násilně zrušen v rámci Akce K v roce 1950 a v jeho prostorách byla zřízena psychiatrická léčebna.

### Současnost
Farnost Lnáře byla spravována ex currendo z Kasejovic v sušicko-nepomuckém vikariátu. Později z Blatné ve strakonickém vikariátu. Na přelomu let 2019/2020 byla administrativně zrušena a sloučena s farností Blatná.
| Kostel                     | Místo      | Bohoslužba             | Bohoslužba             | Poznámka        |
| -------------------------- | ---------- | ---------------------- | ---------------------- | --------------- |
| Kostel sv. Bartoloměje     | Kocelovice | sudé pondělí           | 18.00                  | filiální kostel |
| Kostel Nejsvětější Trojice | Lnáře      | sudá sobota            | 18.00                  | farní kostel    |
| Kaple sv. Josefa           | Lnáře      | neslouží se pravidelně | neslouží se pravidelně | zámecká kaple   |
| Kostel sv. Mikuláše        | Lnáře      | neslouží se pravidelně | neslouží se pravidelně | filiální kostel |
| Kaple                      | Řiště      | neslouží se pravidelně | neslouží se pravidelně | obecní kaple    |
| Kaple sv. Václava          | Tchořovice | neslouží se pravidelně | neslouží se pravidelně | obecní kaple    |
| Kaple                      | Zahorčice  | neslouží se pravidelně | neslouží se pravidelně | obecní kaple    |